# Vô gia cư

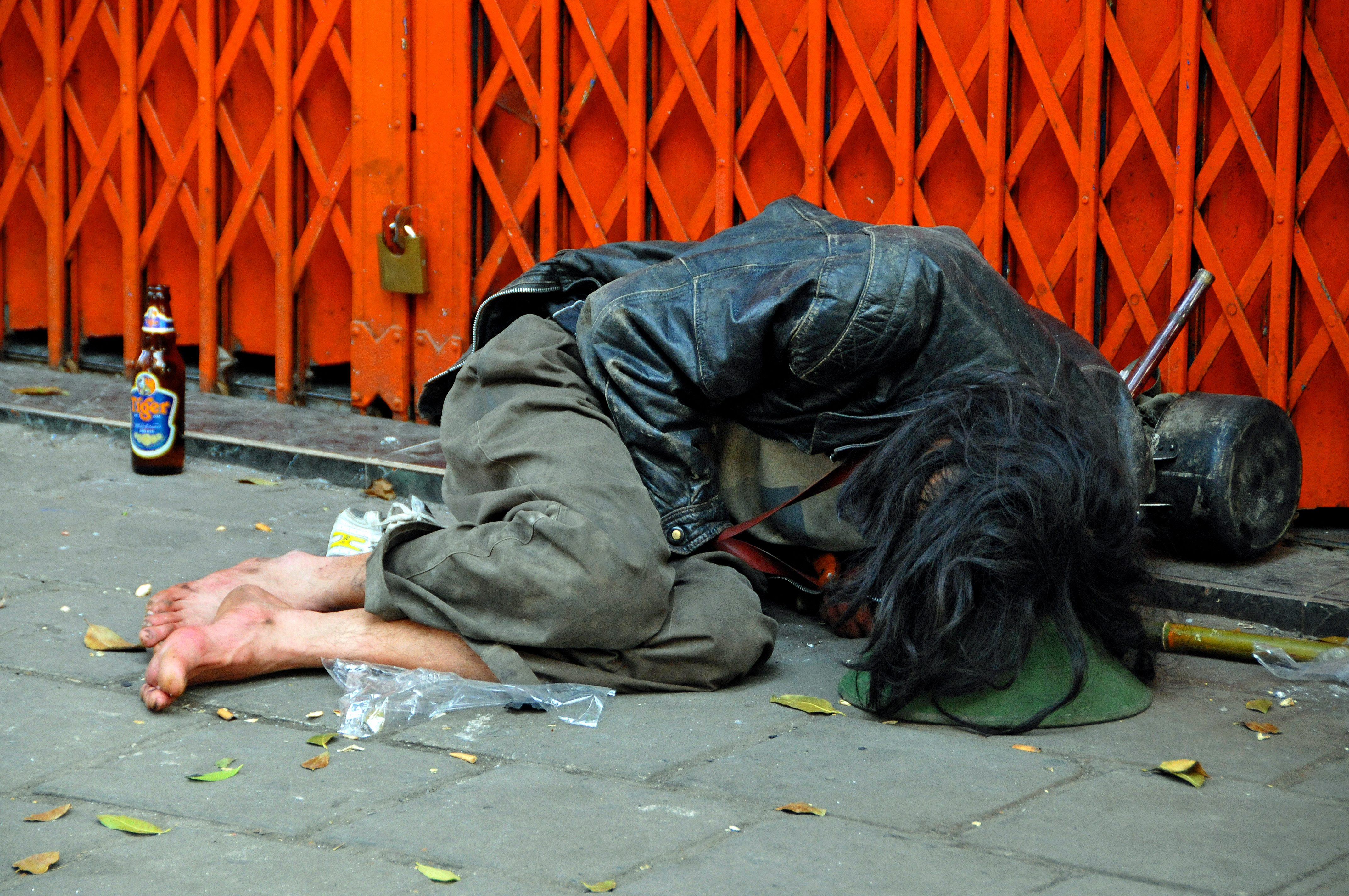
Một người vô gia cư và say xỉn ở Việt Nam

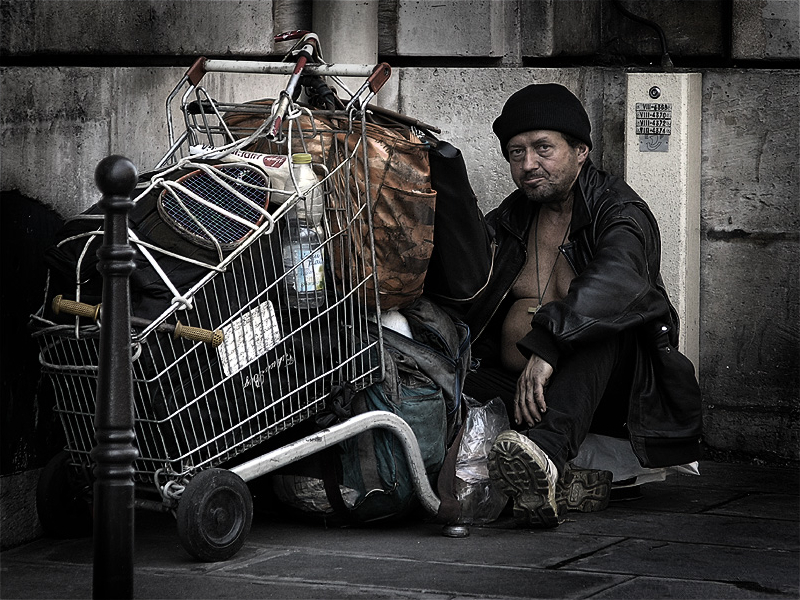
Một người đàn ông vô gia cư ở Paris.

Vô gia cư là một trạng thái phản ánh điều kiện và tính chất xã hội của người không có một ngôi nhà hay nơi trú ngụ thường xuyên bởi họ không thể chi trả (hoặc không được chu cấp), hay không thể duy trì dược một ngôi nhà thường xuyên, an toàn, và thích hợp, hay họ thiếu "nơi trú ngụ cố định, thường xuyên và thích hợp vào buổi đêm"  Định nghĩa pháp lý hiện tại khác biệt tuỳ theo quốc gia.
Thuật ngữ vô gia cư có thể gồm những người mà nơi cư ngụ buổi tối chủ yếu của họ là trong một nơi cư trú cho người vô gia cư, trong một định chế cung cấp nơi trú ngụ tạm thời cho các cá nhân muốn được định chế hoá, hay trong một địa điểm tư nhân hay công cộng không được dự định để trở thành một nơi cư ngụ thường xuyên cho con người.
Ước tính có 100 triệu người trên khắp thế giới là người vô gia cư.
Sở Nhà ở và Phát triển Đô thị Hoa Kỳ (HUD) đã định nghĩa một người "vô gia cư thường xuyên" là "một cá nhân vô gia cư không có người đi cùng với một điều kiện không đủ năng lực hoặc đã liên tục ở trong tình trạng vô gia cư một năm hay lâu hơn, hay ít nhất có bốn lần ở trong tình trạng vô gia cư trong ba năm trước đó."

## Lịch sử vô gia cư

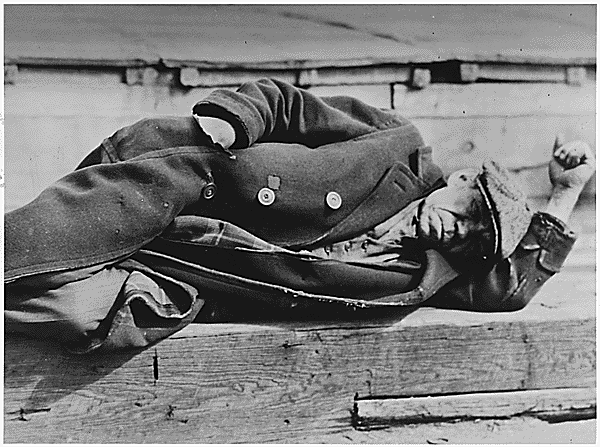
Đại giảm phát: người đàn ông nằm trên bến tàu, bến tàu Thành phố New York City, 1935.

### Anh Quốc và Hoa Kỳ

#### Trước những năm 1800
Sau cuộc Nổi dậy Nông dân, những chỉ huy Anh được cho phép theo một điều luậtn năm 1383 tập hợp những kẻ lang thang và buộc họ phải chứng minh các phương kế sinh nhai; nếu không thể, hình phạt sẽ là bỏ tù. Theo một đạo luật năm 1495, những người lang thang sẽ bị kết án cùm trong ba ngày đêm; năm 1530, hình phạt đánh roi được thêm vào. Với giả định rằng những người lang thang là những người ăn xin không giấy phép. Năm 1547, một điều luật được thông qua với đối tượng là những người lang thang bị đặt trước những điều khoản khe khắt hơn của luật hình sự, có nghĩa là hai năm khổ sai và đóng dấu chữ "V" như hình phạt cho lần phạm tội đầu tiên và tử hình cho lần thứ hai. Người tới các thuộc địa Mỹ ở thế kỷ 18 là các tù phạm bị phát vãng. Một số lượng lớn người lang thang đã bị phát vãng cùng các tội phạm thông thường.
Ở thế kỷ 16 tại Anh, nhà nước lần đầu tiên tìm cách cung cấp nơi ở cho những người lang thang thay vì trừng phạt họ, bằng cách đưa ra những trại cải tạo để tập hợp những người lang thang lại và dạy cho họ một nghề. Ở thế kỷ 17 và 18, các trại cải tạo được thay thế bằng các nhà tế bần nhưng có mục đích giảm bớt sự lệ thuộc vào sự giúp đỡ của nhà nước.
Năm 1848 Ngài Ashley cho rằng có hơn 30,000 trẻ em 'không quần áo, bẩn thỉu, lang thang và không người bảo lãnh', ở trong và xung quanh London.
Dù không phải nói riêng về người vô gia cư, Jacob Riis đã viết, thu thập tài liệu, và chụp ảnh người nghèo và thiếu thốn ở các căn phòng tại Thành phố New York hồi cuối những năm 1800. Ông cũng viết một cuốn sách nổi tiếng với những tài liệu đó trong How the Other Half Lives năm 1890.

#### Đầu thế kỷ 20
Cuốn sách sau này của Riis có cảm hứng từ cuốn Người Abyss của Jack London (1903). Nó đã tạo nên nhận thức của công chúng, gây ra một số thay đổi trong cách soạn thảo luận và một số điều kiện xã hội.
Sau này chúng được thay thế bởi những căn nhà tập thể ("spikes") do các thị xã địa phương cung cấp, và đã được tác gia George Orwell nghiên cứu. Tới những năm 1930, ở Anh có khoảng 30,000 người sống trong những cơ sở đó. Năm 1933, George Orwell đã viết về sự nghèo khổ tại London và Paris trong cuốn sách của ông Down and Out in Paris and London.
Trong những năm 1960, thực trạng và vấn đề ngày càng lớn của sự vô gia cư đã lên tới đỉnh điểm ở Anh, và sự quan tâm của công chúng cũng gia tăng.

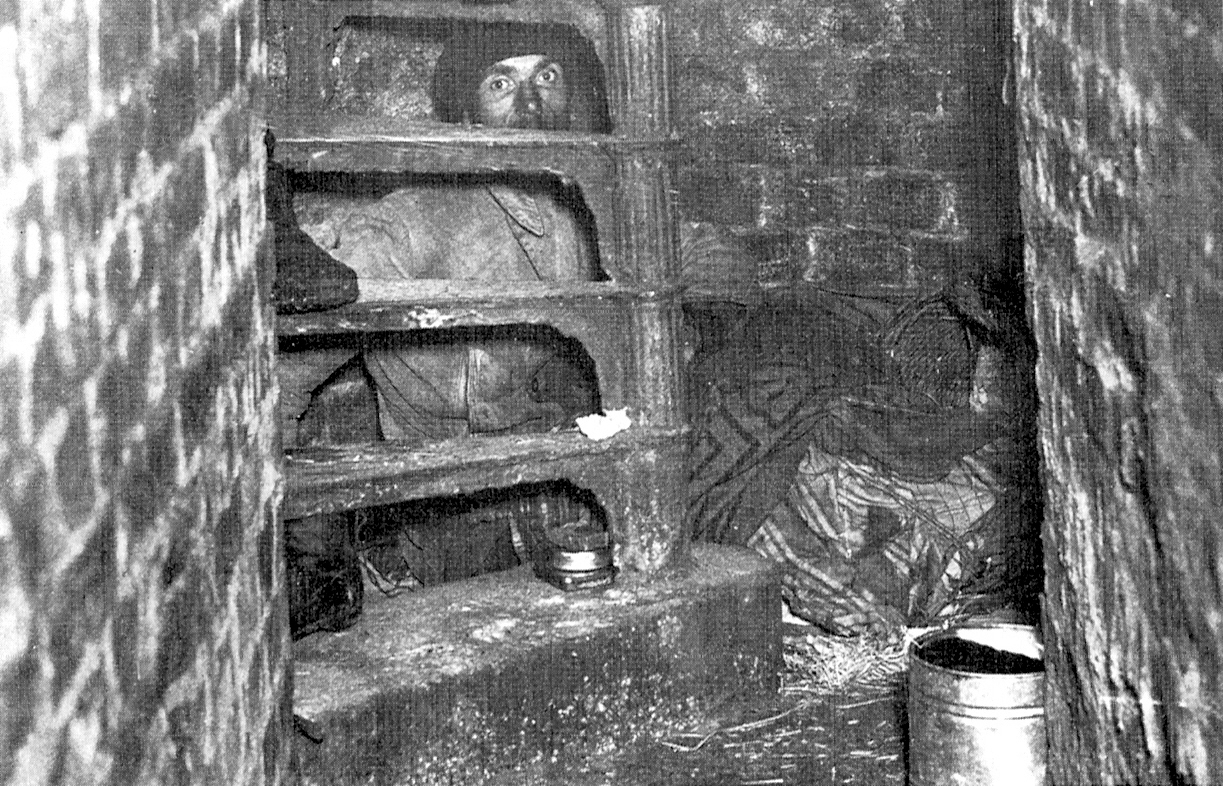
Một người đàn ông vô gia cư sống trong cống rãnh, tại Viên, Áo, 1900.

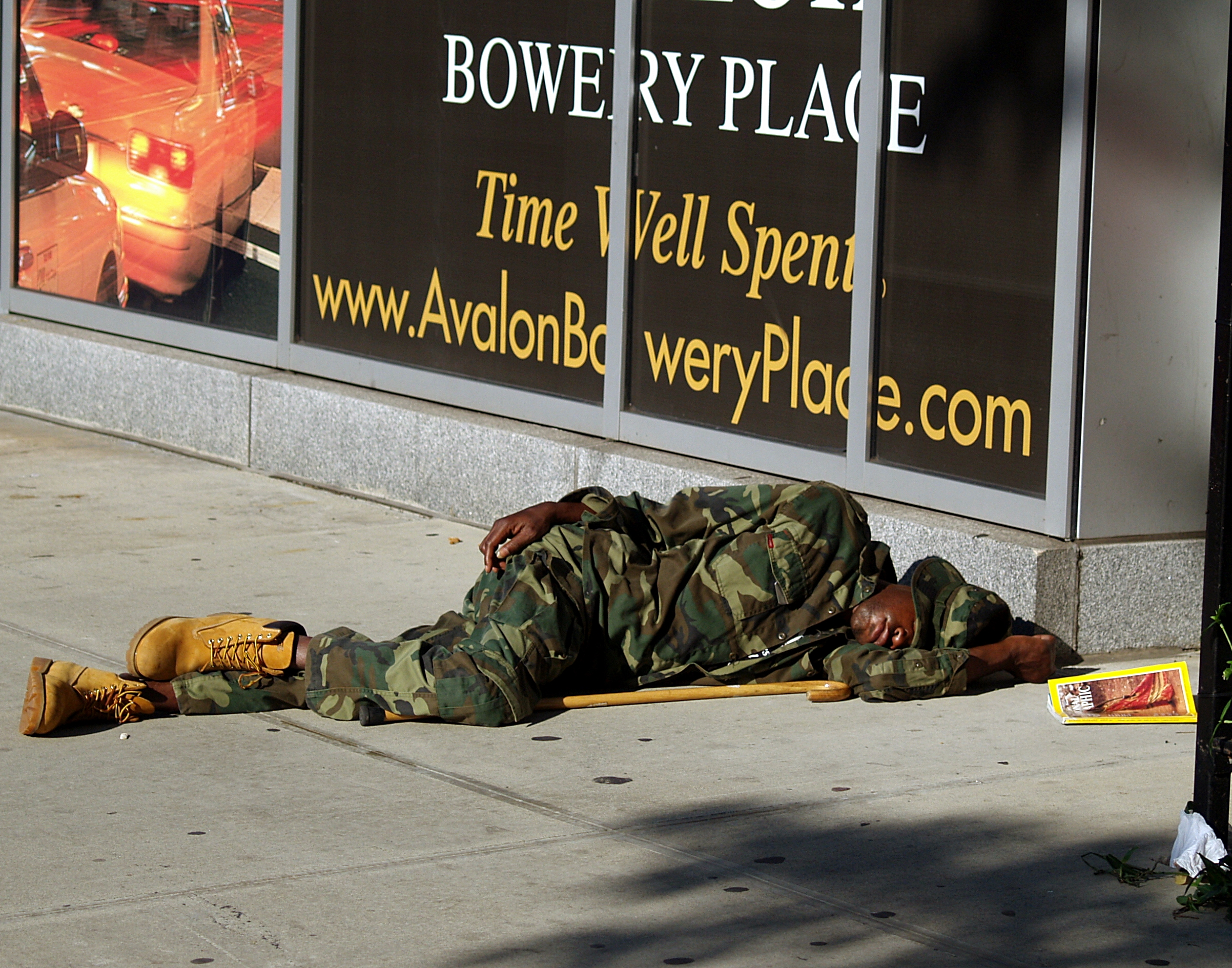
Dù The Bowery từng đồng nghĩa với tình trạng vô gia cư, sau đó nó đã trở thành một nơi trú ngụ xa xỉ trái ngược với quá khứ.

Số lượng người sống "khó khăn" trên các đường phố đã tăng lên nhanh chóng. Tuy nhiên, cùng với Sáng kiến Người sống Khó khăn của chính quyền Bảo thủ, số lượng người vô gia cư tại London đã giảm mạnh. Sáng kiến này được hỗ trợ hơn nữa bởi chính quyền Công đảng nối tiếp từ năm 2009 trở về sau với việc xuất bản chiến lược 'Coming in from the Cold' bởi Rough Sleepers Unit, đề xuất và cung cấp số lượng lớn giường ngủ ở thủ đô và tăng hỗ trợ cho các đội đường phố, những người tư vấn và giúp đỡ người vô gia cư tiếp cận dịch vụ.
Nói chung, tại hầu hết các quốc gia, nhiều thị trấn và thành phố đã có khu vực tạm trú cho người nghèo, như một "skid row". Ví dụ, tại Thành phố New York, có một khu vực được gọi là "the Bowery", theo truyền thống, là nơi những người nghiện rượu được tìm thấy khi đang ngủ trên các đường phố với chai rượu trong tay.
Điều này dẫn tới những phái bộ hỗ trợ, như phái bộ hỗ trợ đầu tiên của Mỹ, New York City Rescue Mission, được thành lập năm 1872 bởi Jerry và Maria McAuley.

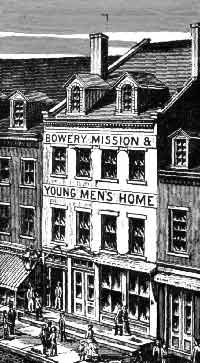
Bowery Mission tại Thành phố New York những năm 1800

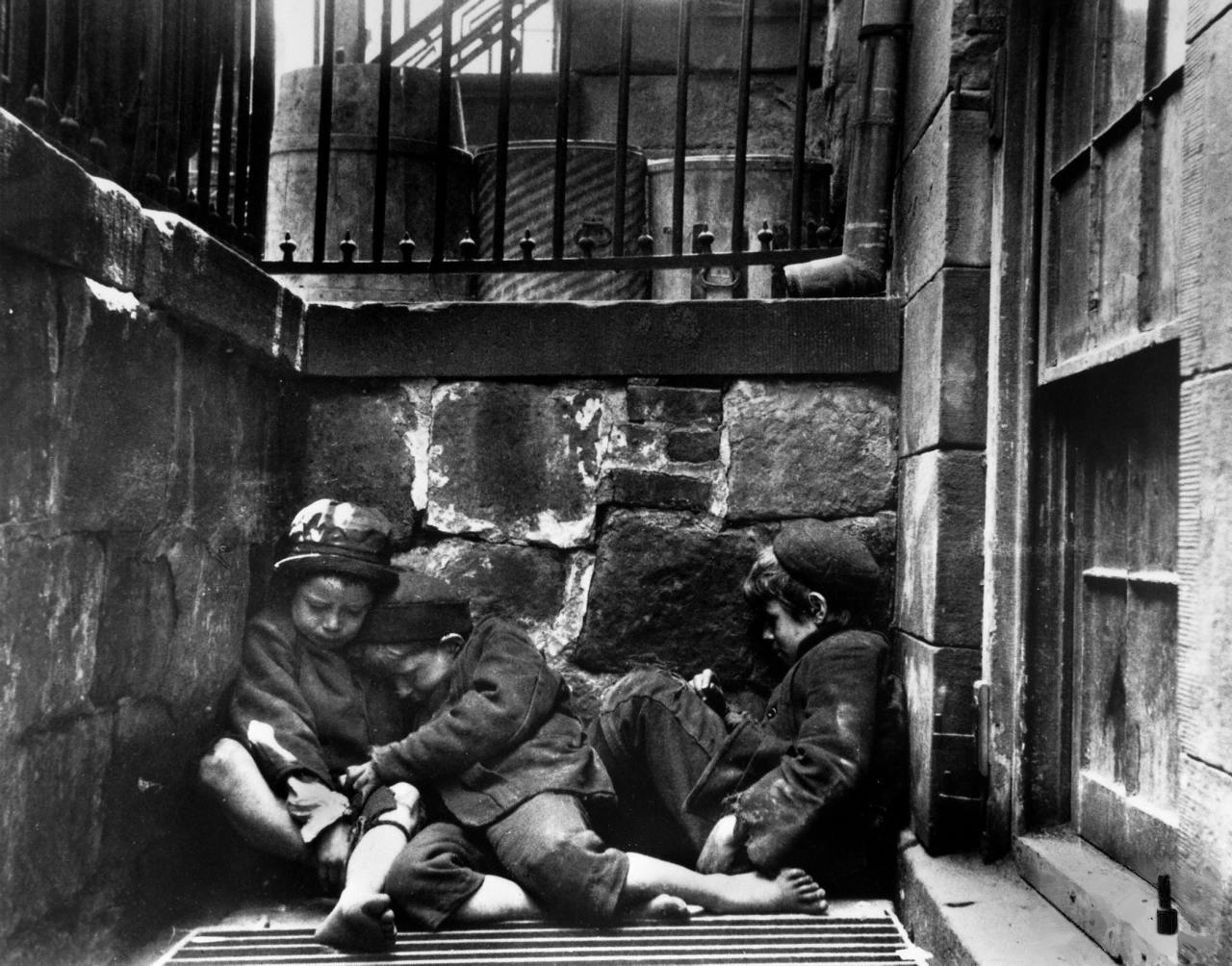
Trẻ em ngủ trên Phố Mulberry - ảnh của Jacob Riis New York, Hoa Kỳ (1890)

Tại những thị trấn nhỏ, có những người sống lang thang, tạm thời sống gần những đường ray tàu hoả và hy vọng trèo lên tàu đi tới những nơi khác nhau. Đặc biệt sau cuộc Nội chiến Mỹ, một số nam giới vô gia cư hình thành nên một phần của sự phản văn hoá được gọi là "hobohemia" trên khắp nước Mỹ.
Cuộc Đại giảm phát những năm 1930 đã gây ra bệnh dịch nghèo đói và vô gia cư. Có hai triệu người vô gia cư lang thang trên nước Mỹ.

#### Cuối thế kỷ 20
Tuy nhiên, tình trạng vô gia cư hiện đại, bắt đầu như một kết quả của khó khăn kinh tế trong xã hội, làm giảm khả năng đáp ứng nhu cầu nhà ở, như việc thuê phòng đơn (SRO), cho người nghèo. Tại Hoa Kỳ, trong thập niên 1970, việc thả các bệnh nhân từ các bệnh viện tâm thần là một yếu tố tạo ra người vô gia cư, đặc biệt tại các vùng đô thị như Thành phố New York.
Đạo luật Sức khoẻ Tâm thần Cộng đồng năm 1963 là một yếu tố ảnh hưởng tới việc tạo ra một tầng lớp vô gia cư ở Hoa Kỳ. Các bệnh nhân tâm thần có thời gian điều trị dài đã được thả ra khỏi các bệnh viện của nhà nước và bị gửi tới các trung tâm chăm sóc sức khoẻ tâm thần địa phương để tiếp tục chữa trị. Tuy nhiên kế hoạch không bao giờ hoạt động hoàn hảo, các trung tâm chăm sóc sức khoẻ tâm thần địa phương hầu hết không thực hiện nó, và số người này phần lớn phải sống trên các đường phố ngay sau khi không tiếp cận được hệ thống hỗ trợ.
Tương tự, khi giá bất động sản và áp của hàng xóm lân cận gia tăng để gửi những người đó về nơi của họ, các SRO đã giảm về số lượng, khiến hầu hết người từng cư trú trong đó phải ra đường.
Sau này những thành phần cư dân vô gia cư có sự hoà trộn, như người mất nhà vì các lý do kinh tế, và những người nghiện (dù những người lang thang nghiện ngập từng bị coi là người vô gia cư từ những năm 1890, và những người theo đúng quan niệm của công chúng về người vô gia cư nói chung), người già và những người khác.
Nhiều địa điểm nơi mọi người từng được phép tự do la cà, hay được cung cấp có mục đích, như các nhà thờ, các thư viện công cộng, và những địa điểm công cộng, ngày càng có quy định chặt chẽ hơn với người vô gia cư. Vì thế, nhiều nhà thờ đóng cửa khi thực hiện nghi lễ, các thư viện buộc mọi người "không được nhắm mắt" và thỉnh thoảng là cả quy định về cách ăn mạc, và hầu hết các nơi đều thuê nhân viên an ninh tư nhân thực hiện các chính sách đó, tạo ra một sự căng thẳng xã hội. Nhiều toilet công cộng bị đóng cửa.
Điều này khiến người vô gia cư không thể ở tại các lối đi lại, các công viên, dưới các cây cầu, và những nơi tương tự. Họ cũng sống trong các đường xe điện ngầm và các đường hầm xe lửa tại Thành phố New York. Về mặt xã hội họ dường như đã trở nên vô hình, và đây chính là mục tiêu của nhiều chính sách bắt buộc.
Những nơi cư trú cho người vô gia cư, nói chung là những nơi cư trú vào ban đêm, buộc người vô gia cư phải rời đi vào buổi sáng và quay lại vào buổi chiều khi chúng được mở cửa trở lại để họ đi ngủ. Có một số nơi cư trú ban ngày nơi người vô gia cư có thể tới, thay vì phải lang thang trên các con phố, và họ có thể được giúp đỡ, được tư vấn, cung cấp các nguồn tài nguyên, các bữa ăn, và sống qua ngày trước khi quay trở lại nơi trú ngụ vào ban đêm. Một ví dụ về mô hình nơi cư trú ban ngày là Saint Francis House tại Boston, Massachusetts, được thành lập đầu những năm 1980, mở cửa cả năm cho người vô gia cư vào ban ngày và ban đầu dựa trên mô hình nhà định cư.

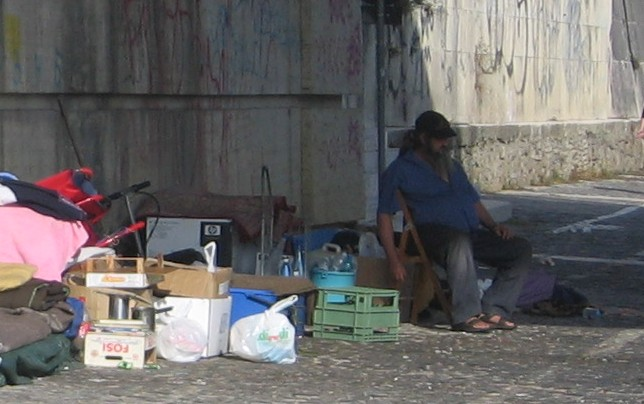
Nhiều người vô gia cư giữ mọi đồ đạc bên mình bởi họ không thể tiếp cận nơi cất giữ.

 Thực tế cũng có người "túi", người xe đẩy, và người nhặt lon soda (được gọi là người hộp hay dumpster diver) những người bới các túi rác để tìm những đồ bán được, trao đổi được và ăn được. Những người này mang theo bên họ mọi vật sở hữu cho tới khi tìm được nơi để cất giữ chúng.
Nếu họ không thể tiếp cận hay không có khả năng kiếm một nơi trú ngụ và tắm táp, hay tiếp cận với các cơ sở toilet hay giặt giữ, họ sống không có vệ sinh. Điều này lại tạo nên căng thẳng xã hội tại các điểm công cộng.
Những điều kiện này tạo nên sự gia tăng bệnh lao và các dịch bệnh khác ở các vùng đô thị.
Năm 1979, một luật sư của Thành phố New York, Robert Hayes, đã kiện một loạt các hành động ra trước các toà án, Callahan v. Carey, chống lại Thành phố và Nhà nước, cho rằng cá nhân có "quyền có nơi trú ngụ" theo hiến pháp của nhà nước. Nó đã trở thành một nghị định vào tháng 8 năm 1981. Thành phố và Nhà nước đồng ý cung cấp nơi cư trú cho mọi người vô gia cư nam giới đáp ứng tiêu chuẩn xã hội hay là vô gia cư theo một số tiêu chuẩn khác. Tới năm 1983 quyền này được mở rộng cả cho phụ nữ.

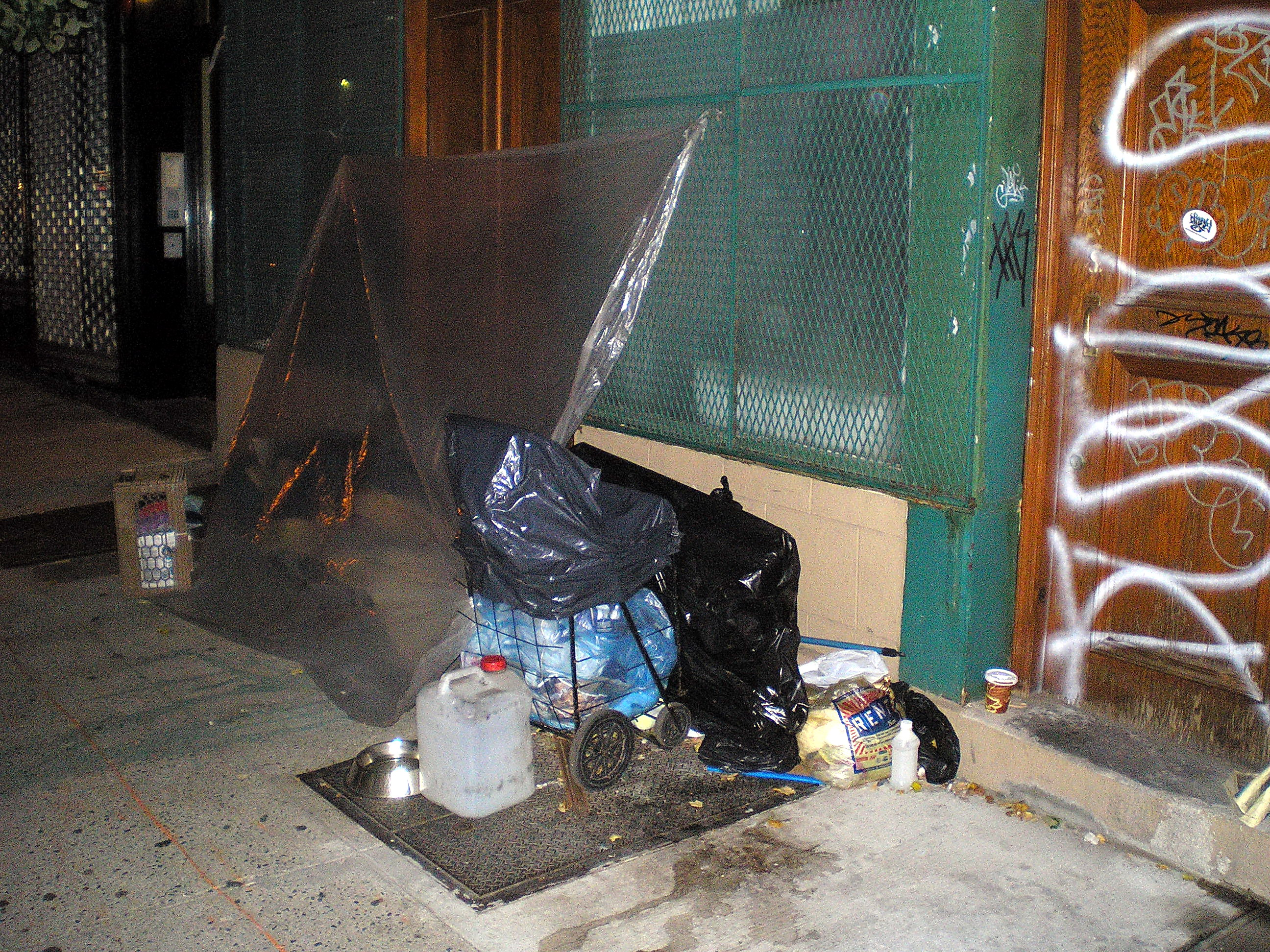
Nơi cư trú của một người vô gia cư.

Tới giữa những năm 1980, cũng có sự gia tăng đáng kể những gia đình vô gia cư. Cùng với đó là sự gia tăng số người nghèo đói và trẻ em, thiếu niên, thanh niên, người lớn không nhà, tạo nên một cộng đồng mới những người vô gia cư (trẻ em đường phố hay thanh niên đường phố).
Tương tự, những năm 1980, tại Hoa Kỳ, một số điều luật liên bang được đưa ra cho người vô gia cư như kết của sự đấu tranh của Nghị sĩ Stewart B. McKinney. Năm 1987, Đạo luật Hỗ trợ Người vô gia cư McKinney-Vento bắt đầu có hiệu lực.
Nhiều tổ chức ở một số thành phố, như New York và Boston, đã tìm cách đưa ra sáng kiến giúp đỡ nơi cư ngụ cho những người vô gia cư. Ví dụ, tại Thành phố New York năm 1989, một tờ báo đường phố được tạo ra với tên gọi "Street News" đưa một số người vô gia cư vào làm việc, viết gbài, sản xuất và bán báo trên các đường phố và xe lửa.
Nó được viết pro bono bởi một tập hợp những người vô gia cư, người nổi danh và những người có uy tín. Năm 1991, tại Anh, một tờ báo đường phố, theo mô hình New York được thành lập, với tên gọi The Big Issue và ra hàng tuần. Số lượng phát hành của nó lên tới 300,000 bản. Chicago có tờ StreetWise có số lượng phát hành lớn nhất trong thể loại báo này ở Hoa Kỳ, ba mươi nghìn bản. Boston có một tờ Spare Change cũng dựa trên mô hình đó: người vô gia cư tự giúp mình.
Seattle có Real Change, một tờ báo với $1 chi trả trực tiếp cho người vô gia cư và cũng đề cập tới các vấn đề kinh tế trong lĩnh vực này. Portland, Oregon có "Street Roots", với các bài viết và bài thơ của những người vô gia cư, được bán trên phố với giá 1 dollar. Gần đây hơn, Street Sense, tại Washington, D.C. đã được công chúng biết đến nhiều và giúp nhiều người thoát khỏi cảnh vô gia cư. Các sinh viên ở Baltimore, MD đã mở một văn phòng vệ tinh cho tờ báo đường phố đó cũng như (www.streetsense.org).

#### Thế kỷ 21
Năm 2002, nghiên cứu cho thấy trẻ em và các gia đình là thành phần gia tăng lớn nhất của số người vô gia cư tại Mỹ, và điều này đã tạo ra những thách thức mới, đặc biệt trong việc cung cấp dịch vụ, với các cơ quan.
Một số khuynh hướng liên quan tới việc chăm sóc người vô gia cư đã tạo ra một số tư tưởng, phản ánh và tranh cãi. Một hiện tượng như vậy là trả tiền để họ quảng cáo, thông tục được gọi là "những người ban sandwich" và các kiểu cá biệt khác như "Bumvertising".
Một khuynh hướng khác là tác động phụ của việc quảng cáo tự do không trả tiền của các công ty và các tổ chức về áo sơ mi, quần áo và túi xách, được mặc bởi những người nghèo và người vô gia cư, được các công ty cung cấp miễn phí tới các khu trú ngụ của người vô gia cư và các tổ chức từ thiện cho các mục đích khác ngoài mục đích vị tha. Những khuynh hướng này gợi lại "các bảng quảng cáo sandwich" được người nghèo mang hồi Charles Dickens thời Victoria những năm 1800 ở Anh Quốc và sau này trong thời Đại giảm phát ở Hoa Kỳ những năm 1930.
Tại Hoa Kỳ, chính phủ đã yêu cầu nhiều thành phố lớn đề ra các kế hoạch mười năm để chấm dứt nạn vô gia cư. Một trong những kết quả của nó là một giải pháp "Nhà ở đệ nhất", chứ không phải để người vô gia cư tiếp tục ở trong những nơi cư trú tạm thời. Nó được cho là sẽ nhanh chóng giúp người vô gia cư nhanh chóng có được nơi ở cố định ở một dạng nào đó và các dịch vụ cần thiết để duy trì một ngôi nhà mới. Nhưng có nhiều rắc rối liên quan tới kiểu chương trình này và chúng phải được giải quyết để giúp sáng kiến đó hoạt động thành công trong trung và dài hạn.
Đã có báo cáo rằng một số người vô gia cư trước kia, khi cuối cùng đã có nhà ở và quay trở lại đời sống bình thường, thấy cảm động và biết ơn để đóng góp tiền và hoạt động tự nguyện cho các tổ chức đã giúp họ khi họ đang ở tình trạng vô gia cư.

### Nga và Liên bang Xô viết
Sau việc xoá bỏ chế độ nông nô tại Nga năm 1861, các thành phố lớn đã trải qua một làn sóng nhập cư lớn của những cựu nông dân tới tìm việc làm như các công nhân công nghiệp trong các lĩnh vực công nghiệp phát triển nhanh của Nga. Những người này thường sống trong các điều kiện cực khổ, thỉnh thoảng là một phòng cho thuê, phòng ghép giữa nhiều gia đình. Cũng có một số khá lớn người vô gia cư không nơi trú ngụ.
Ngay sau Cách mạng tháng 10 một chương trình "giảm nhẹ" ("уплотнение") đặc biệt được tiến hành: những người không có nơi trú ngụ riêng được định cư tại các căn hộ của những người có những căn hộ lớn (4,5,6-phòng ngủ) và chủ cũ chỉ được dành lại cho một phòng, và căn hộ được tuyên bố thuộc sở hữu nhà nước. Điều này dẫn tới một số lượng lớn các căn hộ chung nơi nhiều gia đình cùng sống. Quả thực vấn đề vô gia cư hoàn toàn hầu như đã được giải quyết khi bất kỳ ai đều có thể xin một phòng hay nơi trú ngụ (số lượng căn hộ chung giảm đều sau chương trình xây dựng nhà ở quy mô lớn được thực hiện từ đầu thập niên 1960). Năm 1922 có ít nhất 7 triệu trẻ em vô gia cư ở Nga hậu quả của gần một thập kỷ tàn phá của Thế chiến I và cuộc Nội chiến Nga. Điều này dẫn đến một số lượng lớn trẻ mồ côi. Tới những năm 1930 Liên xô tuyên bố rằng họ không còn tình trạng vô gia cư và các công dân bị buộc phải có một propiska - một nơi cư trú thường xuyên. Không ai có thể bị tước đoạt propiska nếu không có nơi ở khác thay thế hay từ chối nó mà không có một giấy phép đặc biệt (được gọi là "order") để đăng ký tới một nơi khác. Quyền có nơi cư ngụ được bảo đảm trong hiến pháp Liên xô. Không có nơi cư trú thường xuyên sẽ bị coi là một tội phạm theo pháp luật.
Rõ ràng không có các khu nhà trống hay không được sử dụng tại các thành phố: bất kỳ căn hộ nào không có người đăng ký đều ngay lập tức bị nhà nước đem cho thuê với một giá tượng trưng cho người khác đang cần có điều kiện sống tốt hơn. Nếu một người có đăng ký thường xuyên không thể chi trả khoản thuê nhà, không ai có quyền trục xuất họ, chỉ có thể đệ đơn lên toà để đòi tiền.
Sau sự tan rã của Liên xô vấn đề vô gia cư trở tăng lên nhanh chóng, một phần bởi sự thiếu hụt pháp luật hồi đầu những năm 1990 với nhiều điều luật mâu thuẫn lẫn nhau và một phần bởi tỷ lệ gian dối cao trên thị trường nhà đất. Các điều luật 198 và 209 năm 1991 của luật hình sự Nga tuyên bố tội hình sự cho việc không có nơi cư trú thường xuyên đã bị huỷ bỏ. Bởi hầu hết các căn hộ đã bị tư nhân hoá và nhiều người đã bán nơi cư trú cuối cùng của mình mà không thể mua được nơi ở khác, số người vô gia cư tăng nhanh chóng. Việc thuê một căn hộ từ người sở hữu tư nhân trở nên việc thông thường (và nó chỉ giúp họ có được đăng ký tạm thời và người chủ căn hộ có thể trục xuất người thuê sau hạn hợp đồng hay nếu không được trả tiền). Tại Moscow khu cư ngụ đầu tiên cho người vô gia cư được mở cửa năm 1992.
Tuy thế, nhà nước vẫn buộc phải trao nơi cư trú thường xuyên miễn phí cho bất cứ ai cần điều kiện sống tốt hơn hay có đăng ký thường xuyên, bởi quyền có nơi cư trú vẫn được ghi trong hiến pháp. Tuy nhiên, điều này có thể kéo dài nhiều năm. Không ai vẫn có quyền tước đoạt nơi cư trú thường xuyên của một người trái với mong muốn của người đó, thậm chí là người sở hữu căn hộ. Điều này tạo ra các vấn đề cho các ngân hàng bởi khác khoản cho vay thế chấp ngày càng trở nên phổ biến. Các ngân hàng bị buộc phải mua một căn hộ mới, rẻ hơn cho một người để thay cho căn hộ thế chấp cũ nếu anh ta không thể trả được các khoản vay, hay đợi tới khi mọi người sống trong căn hộ chết đi. Nhiều dự án căn hộ 'xã hội' giá cực rẻ cho những người không thể trả khoản vay thế chấp đã được đề xuất để tạo thuận lợi cho thị trường cho vay thế chấp.

## Nguyên nhân

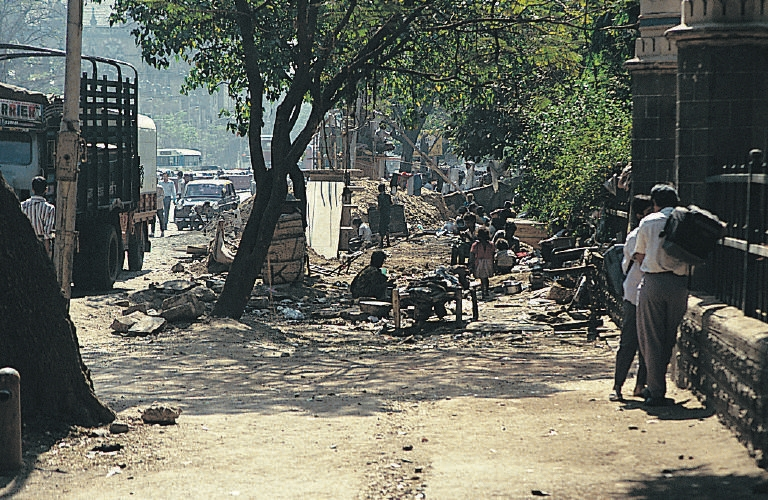
Người vô gia cư sống trên đường phố Mumbai, Ấn Độ.

Các lý do chính và sự thiếu hụt các nguyên nhân dẫn tới tình trạng vô gia cư như được thu thập bởi nhiều báo cáo và viện nghiên cứu gồm:
- Lạm dụng tài sản
- Sức khoẻ tâm thần, khi các cơ sở chăm sóc sức khoẻ tâm thần không thể tiếp cận hay khó tiếp cận.
- Không có cơ hội làm việc.
- Nghèo, gây ra bởi nhiều yếu tố gồm thất nghiệp và thiếu việc làm.
- Thiếu chăm sóc y tế hợp lý.
- Thiếu khả năng chi trả nhà ở. Một bài viết trong số ra tháng 11 năm 2007 của tờ Atlantic Monthly thông báo về một cuộc nghiên cứu chi phí có được "quyền xây dựng" (ví dụ, một giấy phép xây dựng, băng đỏ, quan liêu, vân vân) tại các thành phố Mỹ khác nhau. Chi phí "quyền xây dựng" không bao gồm chi phí đất đai hay chi phí xây dựng ngôi nhà. Cuộc nghiên cứu được tiến hành bởi các nhà kinh tế Edward Glaeser và Kristina Tobio của Havard. Theo bảng kê trong bài, chi phí có được "quyền xây dựng" mất thêm xấp xỉ $600,000 vào chi phí mỗi ngôi nhà mới xây ở San Francisco.[34]
- Bạo lực gia đình.
- Tù nhân được thả và tái hoà nhập xã hội.
- Việc xả bệnh viện hàng loạt các bệnh nhân tâm thần ở phương Tây từ những năm 1960 và 1970 trở về sau.
- Thiên tai, gồm nhưng không hạn chế bởi động đất và bão lụt. Một ví dụ là trận động đất Athens năm 1999 tại Hy Lạp trong đó có những người thuộc tầng lớp trung lưu trở thành người vô gia cư và vẫn không có nhà ở tại thời điểm năm 2009, một số trong số họ sống trong các container, đặc biệt tại thành phố container của những người sống sót sau trận động đất Nea Ionia do chính phủ cung cấp, và trong hầu hết trường hợp tài sản còn lại sau trận động đất của họ là chiếc xe hơi. Những người này được gọi trong tiếng Hy Lạp là seismopathis có nghĩa bị ảnh hưởng của động đất.
- Trục xuất cưỡng bức - Tại nhiều quốc gia, những người mất nhà theo lệnh chính phủ để dọn chỗ cho các toà nhà mới, đường sá và các nhu cầu khác của chính phủ.[35] Sự đền bù là tối thiểu, trong trường hợp đó người chủ cũ không thể tìm nơi ở thích hợp mới và trở thành vô gia cư.
- Tịch thu thế nợ thế chấp khi những người đi vay thấy rằng biện pháp tốt nhất để chi trả khoản nợ là bán căn nhà thế chấp. Áp lực cộng đồng đang tăng về vấn đề này năm 2008; tầm vóc thực tế của vấn đề chưa được thống kê.
- Thuế tài sản. Thậm chí sau khi ngôi nhà đã được trả tiền, nó vẫn thuộc về chính quyền thành phố/hạt/bang và người sở hữu phải tiếp tục trả các khoản thuế tài sản khi vẫn đang ở trong đó.

Một lượng phần trăm khá lớn người vô gia cư Mỹ là các cá nhân thất nghiệp kinh niên hay có khó khăn trong việc tổ chức cuộc sống thích hợp vì sự lạm dụng mạnh ma tuý và/hay rượu. Lạm dụng tài sản có thể gây ra tình trạng vô gia cư từ các cách cư xử liên kết với hành vi nghiện ngập khiến gia đình và bạn bè của một cá nhân nghiện không thể cung cấp cho họ trong những thời buổi kinh tế khó khăn.
Gia tăng chênh lệch giàu nghèo và thu nhập không bình đẳng gây ra sự bóp méo thị trường nhà ở khiến gánh nặng thuê nhà lớn hơn, làm nhà ở trở thành khó tiếp cận.
Dr. Paul Koegel của RAND Corporation, một nhà nghiên cứu từ thế hệ nghiên cứu tình trạng vô gia cư đầu tiên trở về sau, phân chia những nguyên nhân vô gia cư thành các khía cạnh cấu trúc và sau đó là tính dễ tổn thương cá nhân.

## Giải pháp
- Nhà ở thứ nhất

Tại Hoa Kỳ, chính phủ đã yêu cầu nhiều thành phố lớn thực hiện các kế hoạch mười năm để chấm dứt tình trạng vô gia cư và một trong những kết quả đầu tiên của nó là một giải pháp "Nhà ở thứ nhất" nhanh chóng cung cấp cho người vô gia cư nơi trú ngụ thường xuyên ở một số kiểu và dịch vụ hỗ trợ cần thiết để duy trì một ngôi nhà mới. Có nhiều phức tạp liên quan tới chương trình này cần giải quyết để sáng kiến đó làm việc hiệu quả trong trung và dài hạn.
- Làng đi bộ

Năm 2007 nhà thiết kế đô thị và lý thuyết xã hội Michael E. Arth đã đề xuất một giải pháp quốc gia gây tranh cãi cho những người vô gia cư liên quan tới việc xây dựng những Làng đi bộ hầu như không có xe hơi tại những nơi mà ông gọi bằng thuật ngữ "cách tiếp cận tạm thời hiện tại cho vấn đề." Một mẫu, Tiger Bay Village, đã được đề xuất gần Daytona Beach, FL. Ông cho rằng nó sẽ rất tốt để giải quyết các nhu cầu tâm lý cũng như tinh thần của cả người trưởng thành vô gia cư tạm thời và liên tục, và sẽ có chi phí thấp hơn cách tiếp cận hiện tại.
Nó cũng sẽ cung cấp một cách thay thế với chi phí thấp hơn cho nhà tù, và cung cấp một trạm nghỉ giữa chừng cho những ai vừa ra khỏi nhà tù. Các cơ hội việc làm, gồm việc xây dựng và bảo dưỡng các ngôi làng, cũng như việc tạo lập các cơ quan nhân lực sẽ giúp các ngôi làng tồn tại về tài chính và xã hội.

## Các vấn đề phải đối mặt
Vấn đề căn bản của tình trạng vô gia cư là nhu cầu của con người về nơi cư trú cá nhân, ấm áp và an toàn, là nhu cầu tối quan trọng. Các khó khăn căn bản khác gồm: 
- an ninh cá nhân, sự yên tĩnh, và riêng tư đặc biệt cho giấc ngủ
- nơi cất giữ an toàn chăn gối, quần áo và đồ sở hữu, có thể phải mang đi mọi lúc
- các cơ sở vệ sinh cá nhân sạch sẽ
- giặt và phơi khô quần áo
- có được, chuẩn bị và lưu giữ thực phẩm với số lượng nhỏ
- duy trì tiếp xúc, khi không có một địa điểm thường xuyên hay địa chỉ thư tín
- sự thù địch và quyền lực pháp lý chống lại tình trạng lang thang trong đô thị.

Người vô gia cư phải đối mặt với nhiều vấn đề ngoài việc thiếu hụt một ngôi nhà an toàn và thích hợp. Họ thường gặp phải nhiều bất lợi xã hội và ít có cơ hội tiếp cận với các dịch vụ công và tư như:
- Giảm cơ hội tiếp cận chăm sóc y tế.
- Tiếp cận giới hạn với giáo dục.
- Tăng nguy cơ bị bạo lực và lạm dụng.
- Sự từ chối nói chung hay sự phân biệt đối xử của người khác.
- Không được coi là thích hợp để được thuê mướn.
- Giảm cơ hội tiếp cận các dịch vụ ngân hàng và tiết kiệm tiền.
- Giảm cơ hội tiếp cận với công nghệ viễn thông, như điện thoại và internet.

Những khó khăn đó thường tăng thêm bởi các hoàn cảnh mà theo đó một người trở thành vô gia cư, và những cơ hội dễ bị tổn thương sau đó như các vấn đề sức khoẻ hay phụ thuộc vào rượu và ma tuý.

### Bạo lực chống lại người vô gia cư
Có nhiều tội ác bạo lực được thực hiện chống lại người vô gia cư. Một cuộc nghiên cứu năm 2007 cho thấy tỷ lệ các vụ tội phạm như vậy đang gia tăng.

## Sự hỗ trợ và giúp đỡ
Hầu hết các quốc gia cung cấp nhiều dịch vụ khác nhau để giúp đỡ người vô gia cư. Họ thường được cung cấp thực phẩm, nơi cư trú và quần áo và các hoạt động này thường được tổ chức và điều hành bởi các tổ chức cộng đồng (thường có sự giúp đỡ hay tình nguyện) hay bởi các cơ quan chính phủ. Những chương trình đó có thể được chính phủ, các cơ sở từ thiện, các nhà thờ và các cá nhân hảo tâm giúp đỡ.
Năm 1998, một cuộc nghiên cứu của Koegel và Schoeni về những người vô gia cư tại Los Angeles, California, thông báo một số lượng lớn người vô gia cư không tham gia vào các chương trình trợ giúp của chính phủ, và các tác giả được thông báo là đang bối rối trước thực tế đó, với khả năng có thể duy nhất từ bằng chứng là các chi phí chuyển tiếp có lẽ quá cao.

### Thống kê cho những nước phát triển

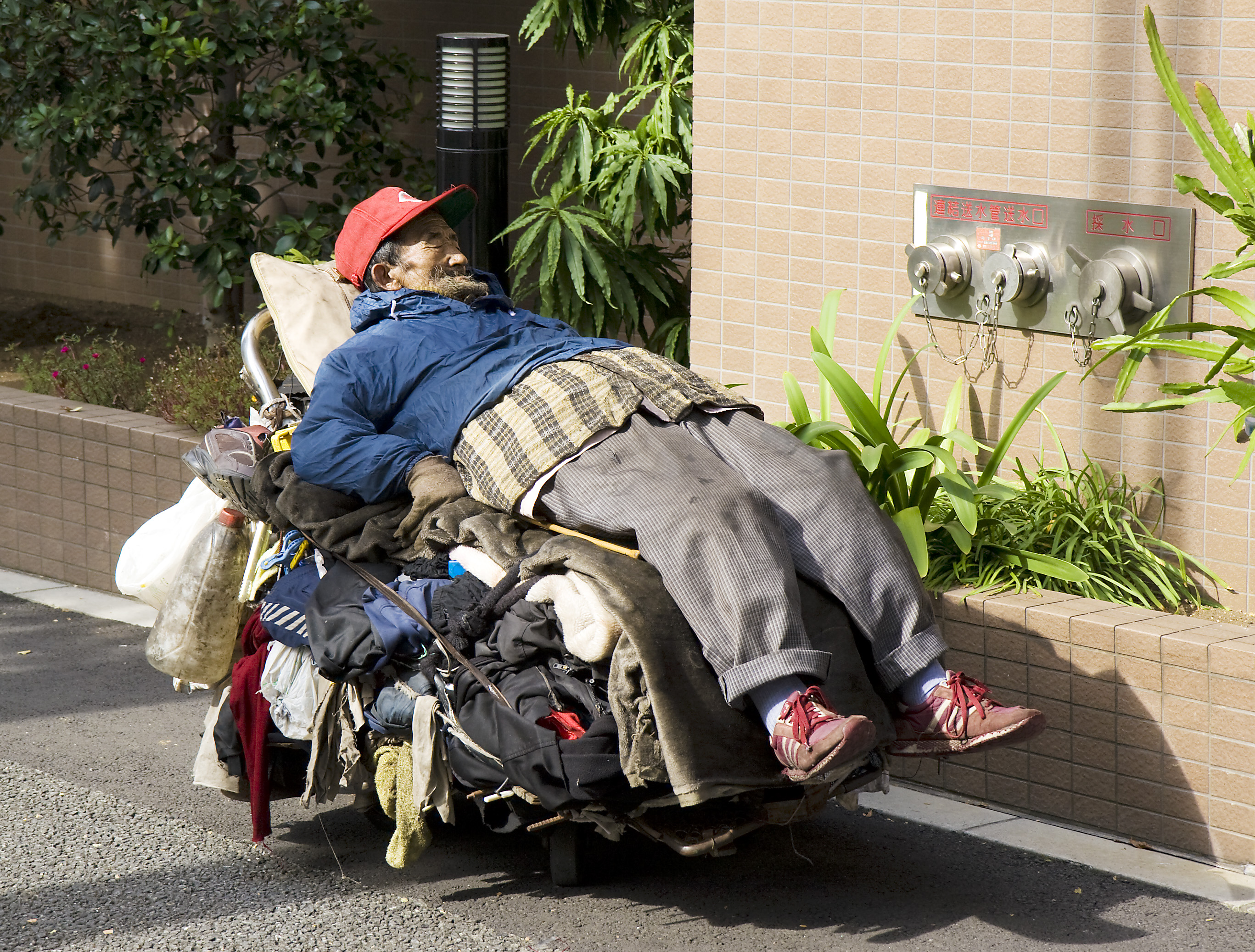
Người đàn ông vô gia cư, Tokyo.

## Vô gia cư theo quốc gia

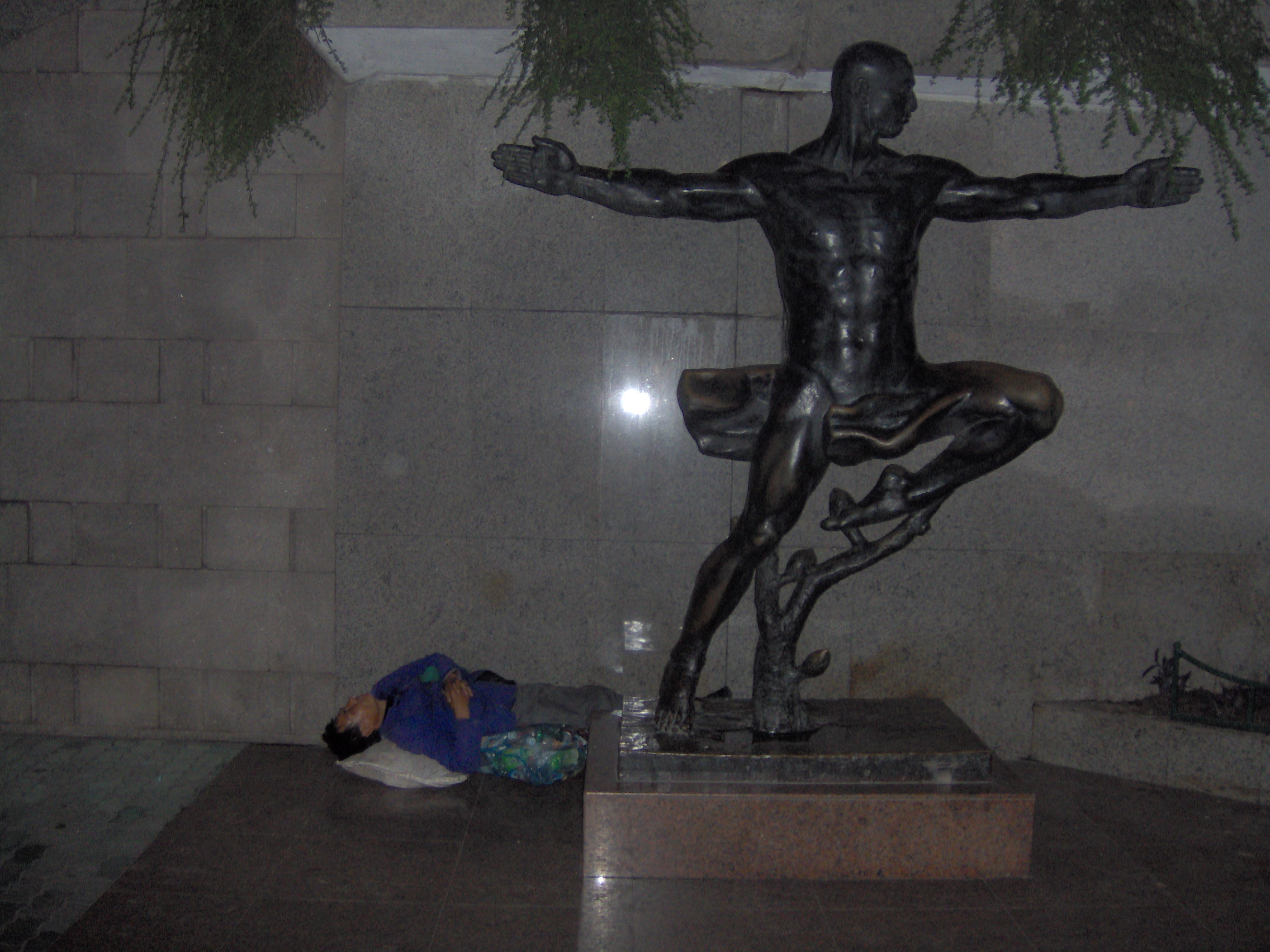
Một người vô gia cư tại Thượng Hải